# Yusuf Erdoğan
Yusuf Erdoğan (sinh ngày 7 tháng 8 năm 1992) là một cầu thủ bóng đá Thổ Nhĩ Kỳ thi đấu ở vị trí Tiền vệ cánh cho câu lạc bộ Thổ Nhĩ Kỳ Bursaspor. Anh cũng có thể chơi ở vị trí hậu vệ trái.

## Sự nghiệp
Erdoğan ra mắt tại Süper Lig ngày 18 tháng 8 năm 2013 trước Beşiktaş trong trận thua 2-0 trên sân khách.

## Sự nghiệp quốc tế
Vào tháng 8 năm 2013 anh được gọi lên U-21 Thổ Nhĩ Kỳ tham dự vòng loại Euro. Anh ra mắt trong trận đấu với U-21 Ba Lan. Ngày 30 tháng 8 năm 2015, Erdoğan được chọn vào đội tuyển quốc gia Thổ Nhĩ Kỳ tham dự vòng loại UEFA Euro 2016 trước Latvia và Hà Lan.